# Коссе, Каролина
Ана Каролина Коссе Гарридо (исп. Ana Carolina Cosse Garrido; род. 25 декабря 1961, Монтевидео) — уругвайский инженер, политический и государственный деятель, мэр Монтевидео (2020—2024), вице-президент (с 2025).

## Биография
Родилась 25 декабря 1961 года в Монтевидео, Уругвай, в семье актёра и режиссёра Вильянуэвы Коссе и его супруги Зулмы Гарридо. Училась в местной начальной школе, а в 1991 году окончила инженерный факультет Республиканского университета по специальности «электротехника». Во время учёбы на факультете она присоединилась к Союзу коммунистической молодёжи Уругвая.
После окончания обучения она работала в ряде частных компаний, а также оказывала поддержку государственным учреждениям, проектируя и контролируя прокладку первых кабельных систем для Министерства иностранных дел. В 2009 году Коссе получила степень магистра в области математической инженерии.
Политическая карьера Коссе началась в 2007 году, когда она заняла должность директора отдела информационных технологий департамента Монтевидео. В мае 2010 года президент Хосе Мухика назначил её президентом Национального управления телекоммуникациями ANTEL. После победы Табаре Васкеса на очередных президентских выборах, было объявлено, что Коссе возглавит Министерство производства, энергетики и горнодобывающей промышленности. За время её пребывания на посту министра был построен центр обработки данных и проложен подводный кабель, соединяющий Уругвай с США.
В 2018 году её стали рассматривать как возможного кандидата на пост президента или вице-президента на выборах 2019 года. Она объявила о выдвижении своей кандидатуры на президентских праймериз 2019 года в сентябре 2018 года и была официально зарегистрирована на пленарном заседании Широкого фронта 10 ноября вместе с Даниэлем Мартинесом, Оскаром Андраде и Марио Бергарой. Кандидатуру Коссе поддержало Движение народного участия и ряд других левых политических групп. На первичных выборах Широкого фронта 30 июня 2019 года Коссе получила 25,43% голосов, заняв второе место после Даниэля Мартинеса, который был избран кандидатом от партии на всеобщих выборах. После президентских праймериз Коссе считалась одним из главных кандидатов на пост вице-президента Мартинеса, однако, 5 июля было объявлено, что Мартинес выбрал Грасиэлу Вильяр, бывшего члена законодательного собрания Монтевидео, в качестве своей напарницы на предстоящих выборах. Коссе публично раскритиковала процесс отбора кандидата на пост вице-президента, заявив, что это может негативно сказаться на «единстве партии». Она также объявила о своём выдвижении в Сенат Уругвая и вступила в должность 15 февраля 2020 года.
29 января 2020 года, ещё до вступления в должность сенатора, Коссе была выдвинута на пост мэра Монтевидео. Она одержала победу на выборах, набрав по результатам голосования 21,01% голосов. Она вступила в должность главы городского правительства 27 ноября 2020 года.
Незадолго до всеобщих выборов 2024 года бывший президент Хосе Мухика и его жена Люсия Тополански публично раскритиковали Коссе и заявили, что Широкий фронт может проиграть всеобщие выборы, если она станет кандидатом в президенты. Они также утверждали, что она не сможет победить Национальную партию, так как Коссе сосредоточила свою политику только на столице.
Коссе проиграла Яманду Орси на праймериз партии в июне 2024 года, набрав 36% голосов. Однако, Орси выбрал её своим напарником на предстоящих выборах. 8 июля она подала в отставку с поста мэра Монтевидео. 3 августа она была официально выдвинута кандидатом на пост вице-президента на национальном съезде партии. После победы на выборах она вступила в должность 1 марта 2025 года.

## Личная жизнь
У Коссе есть двое детей, которых зовут Родриго и Анхелес. Она является болельщиком футбольного клуба «Насьональ» (Монтевидео).